# Невена Бозукова
Невена Бозукова (по-известна като Неве) е българска актриса.

## Биография
Родена е на 19 април 1973 г. в град Варна. Завършва Художествената гимназия във Варна, а след това.              ”Актьорско майсторство за драматичен театър” във ВИТИЗ, в класа на проф. Крикор Азарян, Тодор Колев и Николай Поляков.
Има дъщеря и син.

## Театър
Работила е в театрите в Перник, Варна, Бургас, Пазарджик, Народен театър „Иван Вазов“, Сатиричен театър „Алеко Константинов“, Нов драматичен театър „Сълза и смях“ с режисьори като Крикор Азарян, Александър Морфов (режисьор), Красимир Спасов, Бойко Богданов, Стоян Алексиев, Борислав Чакринов и др. Работила е с продуцентска къща “Вива Арте”.
По настоящем играе в представленията на Театър “Мелпомена”:
“Кучки” от Рафи Шарт, реж.Асен Блатечки, “Баща ми се казва Мария” от Иван Ангелов, реж.Асен Блатечки             ”Благородният испанец”, С.Моъм, “Вражалец” от Ст.Л. Костов, реж. Г.Стоилов 

### Телевизия:
Участва в шоуто Аламинут по bTV заедно с Робин Кафалиев, Атанас Бончев – Наката, Йордан Господинов-Дачко, Милена Маркова, Таня Кожухарова, Нина Нейкова. 
Участва в четирите сезона на сериала „Етажна собственост“  и Ягодова луна по Нова телевизия.  
Участва във втория сезон на шоуто Като две капки вода по Нова телевизия, в който печели.

### Кино:
- Хълмът на боровинките, реж.Александър Морфов (режисьор)

- Подгряване на вчерашния обед, реж. Костадин Бонев

- “Ятаган”, реж. Андрей Андонов

- Чалга (филм), реж. М.Вълев

През 2017 г. озвучава Фрида Кало в българския дублаж на анимационния филм „Тайната на Коко“.